# Gran Premio de las Naciones de Motociclismo de 1949
El Gran Premio de las Naciones de Motociclismo de 1949 (oficialmente Gran Premio Delle Nazioni) fue la sexta y última prueba del Campeonato del Mundo de Motociclismo de 1949. Tuvo lugar en el fin de semana del 4 de septiembre de 1949 en el Autodromo Nacional de Monza situado en el parque de la villa real de Monza en las cercanías de Monza (Italia).
La carrera de 500 cc fue ganada por Nello Pagani, seguido de Arciso Artesiani y Bill Doran. Dario Ambrosini ganó la prueba de 250 cc, por delante de Gianni Leoni y Umberto Masetti. La carrera de 125 cc fue ganada por Gianni Leoni, Umberto Masetti fue segundo y Umberto Braga tercero.

## Resultados

### Resultados 500cc
| Pos     | Piloto               | Constructor | Tiempo      | Puntos |
| ------- | -------------------- | ----------- | ----------- | ------ |
| 1       | Nello Pagani         | Gilera      | 1:16:36.8   | 11     |
| 2       | Arciso Artesiani     | Gilera      | +0.9        | 8      |
| 3       | Bill Doran           | AJS         | +15.9       | 7      |
| 4       | Guido Leoni          | Moto Guzzi  | +18.9       | 6      |
| 5       | Bruno Bertacchini    | Moto Guzzi  | +31.9       | 6      |
| 6       | Reg Armstrong        | AJS         | +1:03.9     |        |
| 7       | Felice Benasedo      | Moto Guzzi  | + 1 Vuelta  |        |
| 8       | Luigi Sabbadini      | Moto Guzzi  | + 1 Vuelta  |        |
| 9       | Sante Geminiani      | Moto Guzzi  | + 1 Vuelta  |        |
| 10      | Dante Bianchi        | Moto Guzzi  | + 2 Vueltas |        |
| 11      | Adelmo Mandolini     | Moto Guzzi  | + 2 Vueltas |        |
| 12      | Lodovico Facchinelli | Gilera      | +2 Vueltas  |        |
| 13      | Orlando Valdinoci    | Gilera      | +3 Vueltas  |        |
| 14      | Alfeo Maramotti      | Moto Guzzi  | +3 Vueltas  |        |
| 15      | Oscar Clemencich     | Gilera      | +3 Vueltas  |        |
| Ret     | Aldo Bernardoni      | Gilera      | Ret         |        |
| Ret     | Les Graham           | AJS         | Ret         |        |
| Ret     | Armando Miele        | Gilera      | Ret         |        |
| Ret     | Carlo Bandirola      | Gilera      | Ret         |        |
| Ret     | Emilio Soprani       | Gilera      | Ret         |        |
| Ret     | Eric Oliver          | Norton      | Ret         |        |
| Ret     | Ernie Thomas         | Triumph     | Ret         |        |
| Ret     | Aldo Brini           | Gilera      | Ret         |        |
| 1.      |                      |             |             |        |
| Fuente: |                      |             |             |        |

### Resultados 250cc
| Pos     | Piloto              | Constructor | Tiempo     | Puntos |
| ------- | ------------------- | ----------- | ---------- | ------ |
| 1       | Dario Ambrosini     | Benelli     | 1:02:53.8  | 11     |
| 2       | Gianni Leoni        | Moto Guzzi  | +32.6      | 8      |
| 3       | Umberto Masetti     | Benelli     | +52.2      | 7      |
| 4       | Bruno Ruffo         | Moto Guzzi  | +2'04.2    | 6      |
| 5       | Claudio Mastellari  | Moto Guzzi  | +2'04.8    | 5      |
| 6       | Bruno Francisci     | Moto Guzzi  | +2'22.8    |        |
| 7       | Antonio Castiglioni | Moto Guzzi  | + 1 Vuelta |        |
| 8       | Celeste Cavaciuti   | Parilla     | + 1 Vuelta |        |
| 9       | Umberto Plebani     | Moto Guzzi  | + 1 Vuelta |        |
| 10      | Giovanni Bellocchio | Moto Guzzi  | + 1 Vuelta |        |
| Ret     | Umberto Braga       | Parilla     | Ret        |        |
| Ret     | Luigi Ciai          | Parilla     | Ret        |        |
| Ret     | Armando Miele       | Gilera      | Ret        |        |
| Ret     | Carlo Bandirola     | Gilera      | Ret        |        |
| Ret     | Roberto Colombo     | Moto Guzzi  | Ret        |        |
| Ret     | Alano Montanari     | Moto Guzzi  | Ret        |        |
| Fuente: |                     |             |            |        |

### Resultados 125cc
| 1       | Gianni Leoni     | Mondial     | 11         |  |
| 2       | Umberto Masetti  | Moto Morini | 8          |  |
| 3       | Umberto Braga    | Mondial     | 7          |  |
| 4       | Renato Magi      | Moto Morini | 6          |  |
| 5       | Nello Pagani     | Mondial     | 5          |  |
| 6       | Carlo Gobetti    | Moretti     | + 1 Vuelta |  |
| 7       | Aldo Attolini    | MV Agusta   | + 1 Vuelta |  |
| 8       | Luigi Zinzani    | MV Agusta   | + 1 Vuelta |  |
| 9       | Jakob Keller     | MV Agusta   | + 1 Vuelta |  |
| 10      | Wim Zijlaard     | MV Agusta   | + 1 Vuelta |  |
| 11      | Gastaldi         | MV Agusta   | + 1 Vuelta |  |
| 12      | Federico Bettoni | MV Agusta   | + 1 Vuelta |  |
| 13      | Emilio Soprani   | FB Mondial  | + 1 Vuelta |  |
| Ret     | Giuseppe Matucci | MV Agusta   | Ret        |  |
| Ret     | Raffaele Alberti | Morini      | Ret        |  |
| Ret     | Franco Bertoni   | MV Agusta   | Ret        |  |
| Ret     | Carlo Ubbiali    | MV Agusta   | Ret        |  |
| Fuente: |                  |             |            |  |